# Titularbistum Rhoga
Rhoga (ital.: Roga) ist ein Titularbistum der römisch-katholischen Kirche.
Es geht zurück auf das gleichnamige antike Bistum in der Provinz Epirus und der Kirchenprovinz Nikopolis. Es wurde als Titularsitz wiedererrichtet und am 13. Juni 2018 erstmals vergeben.
| Titularbischöfe von Rhoga |                    |                                  |               |     |
| Nr.                       | Name               | Amt                              | von           | bis |
| 1                         | Grzegorz Olszowski | Weihbischof in Kattowitz (Polen) | 13. Juni 2018 |     |